# Sonate K. 86
Pour les articles homonymes, voir K86.
La sonate K. 86 (F.47/L.403) en ut majeur est une œuvre pour clavier du compositeur italien Domenico Scarlatti.

## Présentation
La sonate K. 86 en ut majeur, notée Andante moderato, d'une facture élaborée à trois voix et d'une rythmique intéressante, forme une paire avec la sonate suivante, à quatre voix. Ces deux œuvres nous montrent comment Scarlatti traite l'écriture polyphonique : tout en restant dans un cadre monothématique, il fait progresser les différentes voix par de courts mouvements en alternances. Nombre de ces éléments apparaissent dans les sonates plus tardives, avec « de courtes progressions désarticulées ».
Cette sonate interroge Joel Sheveloff à propos de ses liens avec l'esthétique de la sonate en trio corellienne, même si le « contrepoint est trop lâche et trop libre pour que cela soit une réalité », et sur l’ambiguïté entre son soin apporté au style et son détachement technique. La sonate suivante nous montre mieux encore « une tentative d'un antico véritablement élégant ou d'un éclat nostalgique ».

## Manuscrit
Le manuscrit principal est le numéro 51 du volume XIV de Venise (1754), copié pour Maria Barbara.

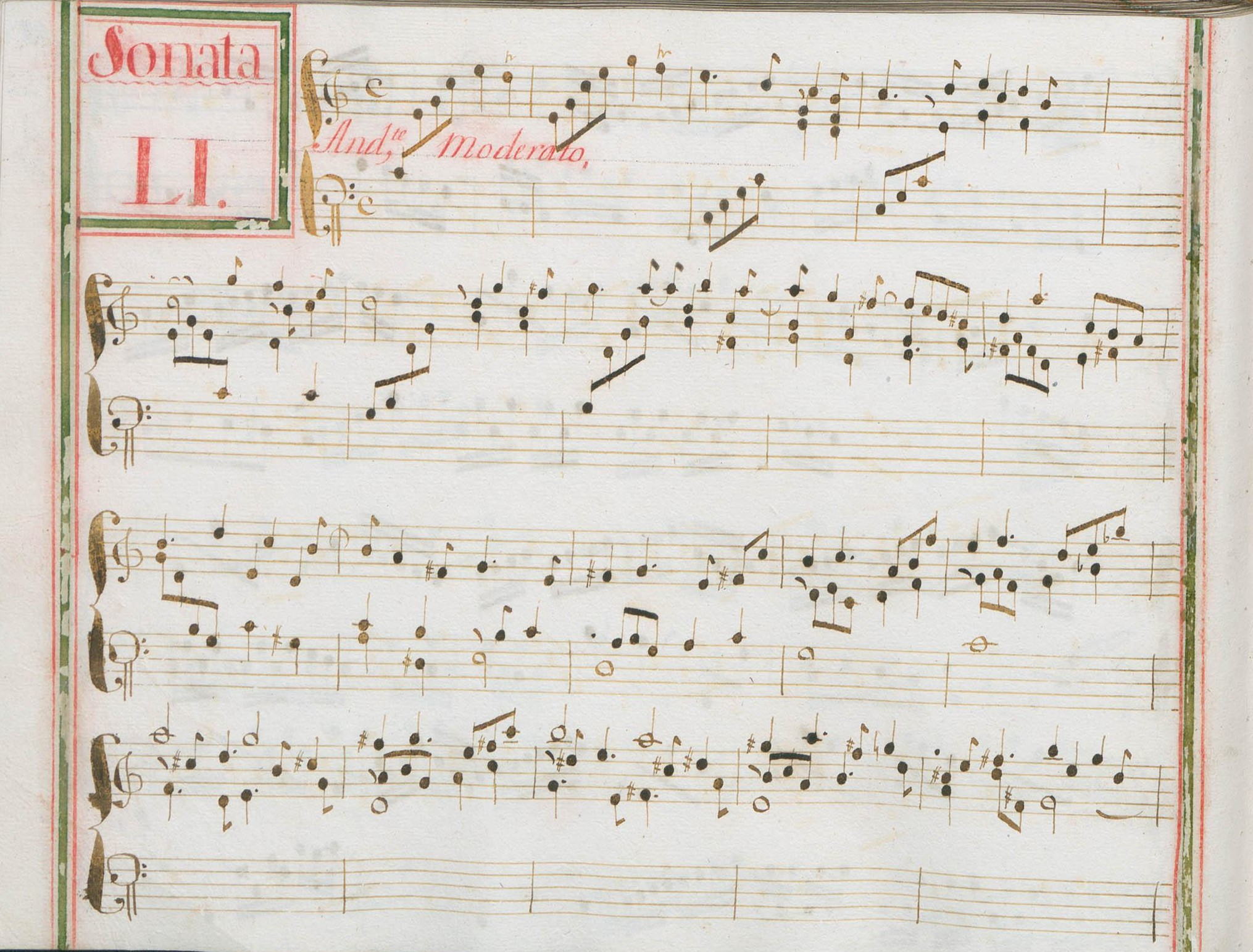
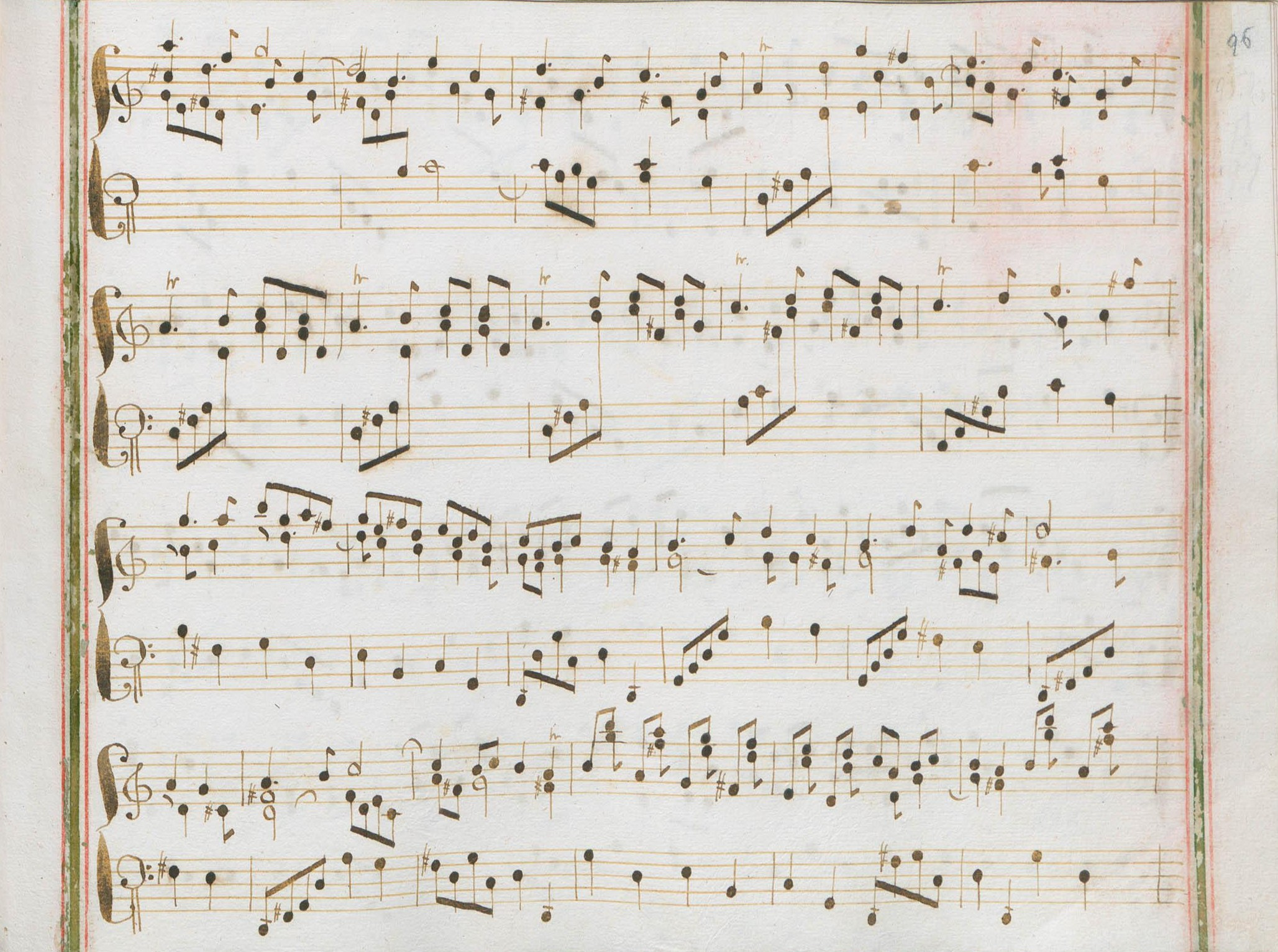
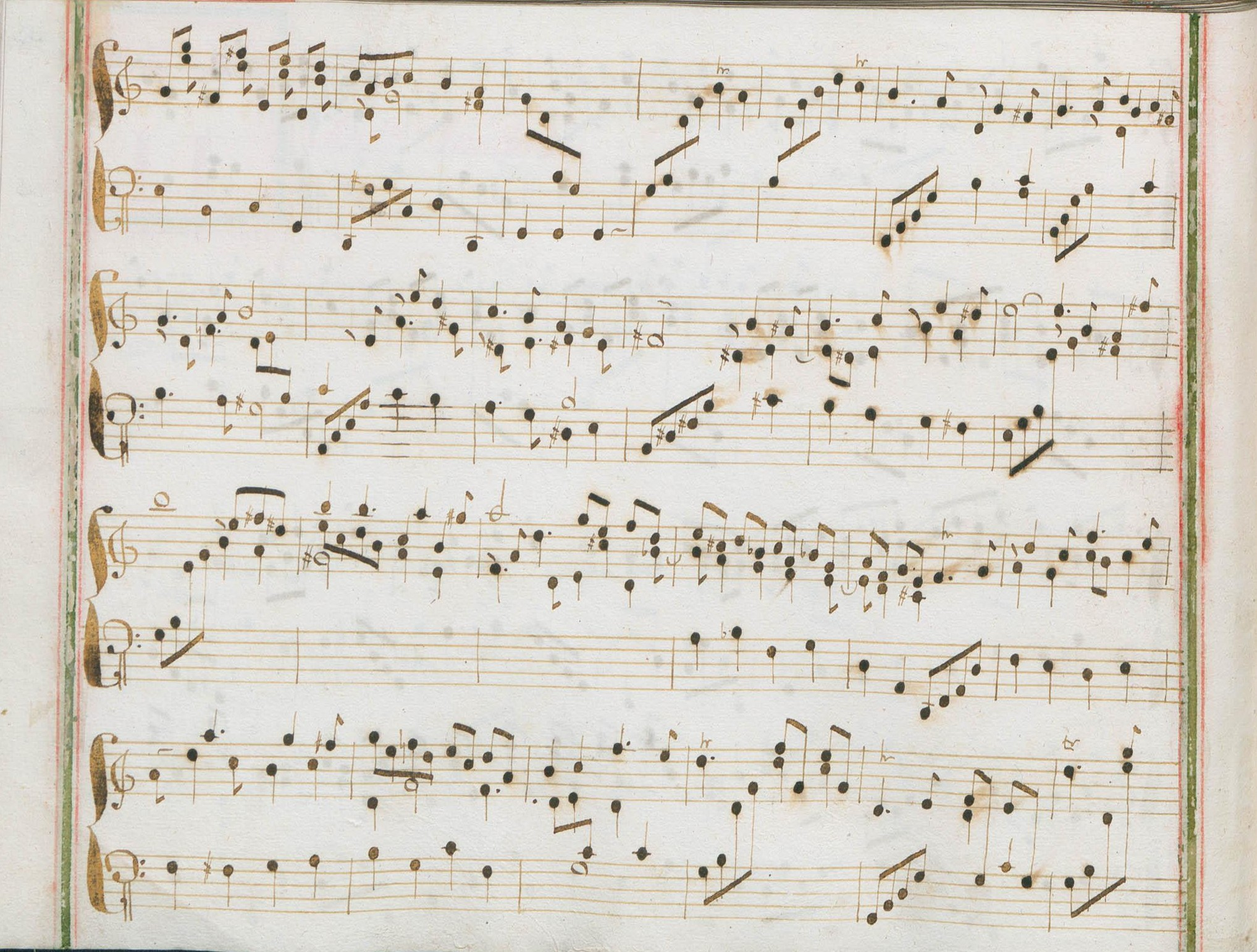

## Interprètes
La sonate K. 86 est défendue au piano  par Sergio Gallo (fi) (2022, Naxos vol. 27) ; et au clavecin notamment par Scott Ross (1985, Erato), Colin Tilney (1987, Dorian), Richard Lester (2003, Nimbus, vol. 6), Pieter-Jan Belder (Brilliant Classics), Francesco Cera (2012, Tactus, vol. 3) et Cristiano Gaudio (2020, L'Encelade).

## Sources
: document utilisé comme source pour la rédaction de cet article.
- Ralph Kirkpatrick (trad. de l'anglais par Dennis Collins), Domenico Scarlatti, Paris, Lattès, coll. « Musique et Musiciens », 1982 (1re éd. 1953 (en)), 493 p. (ISBN 978-2-7096-0118-4, OCLC 954954205, BNF 34689181).
- Alain de Chambure, « Domenico Scarlatti : Intégrale des sonates — Scott Ross », Erato (2564-62092-2), 1985 (OCLC 891183737) .
- Georges Beck, « Rêveries à propos de Scarlatti », dans Joël-Marie Fauquet (éd.), Musiques Signes Images – Liber amicorum François Lesure, Genève, Minkoff, 1988, 298 p. (ISBN 2826608681, OCLC 906521557), p. 11–18.
- (en) W. Dean Sutcliffe, The Keyboard Sonatas of Domenico Scarlatti and Eighteenth-Century Musical Style, Cambridge / New York, Cambridge University Press, 2008, xi-400 (ISBN 978-0-521-07122-2, OCLC 1005658462).